# 코니 스프링거
코니 스프링거(독일어: Connie Springer 코니 슈프링어[*], 일본어: コニーㆍスプリンガー 코니 스푸린가[*], 영어: Connie Springer)는 진격의 거인의 등장인물이다. 138화에서는 연기를 마시고 장, 가비와 함께 무지성 거인이 된다.

## 캐릭터성 및 성격
판단력과 지능이 느리고 둔하지만 마음 만큼은 해맑고 순수하다. 사샤와 최고의 콤비이다.

## 공식 능력치
| 공식 능력치 | 수치 |
| ----------- | ---- |
| 스피드      | 10   |
| 두뇌전      | 3    |
| 협조성      | 7    |
| 행동력      | 7    |
| 격투술      | 6    |
| 평가        | B+   |

## 인간 관계

### 사샤 블라우스
가장 합이 잘 맞는 동지이다

### 피크 핑거,라이너 브라운,애니 레온하트
처음에는 물리쳐야할 적이었으나, 엘런을 막기 위해 마레와 엘디아국이 임시 동맹을 맺으면서 같은 편이 되었다.